# Cimin Huiri
Cimin Huiri (ur. 680, zm. 748; chiń. 慈愍慧日, pinyin Címǐn Huìrì; kor. 자민혜일 Chamin Hyeil; jap. Jimin Enichi; wiet. Từ Mẫn Huệ Nhật) – jeden z trzech najważniejszych mistrzów Szkoły Czystej Krainy okresu Tang.

## Życiorys
Cimin urodził się w 680 r. w okresie panowania cesarza Gaozu.
Jeszcze jako młody człowiek, zainspirowany przykładem pielgrzymki Yijinga (635–713) do Indii, w 702 r. udał się do tego kraju. Przybył tam w 704 r. drogą morską i przebywał do 716 r.
W czasie pobytu w Indiach Cimin pielgrzymował do świętych miejsc buddyjskich i przez 18 lat studiował filozofię buddyjską. Został także zainspirowany historiami o Amitabhie i Awalokiteśwarze i zdecydował poświęcić swoje życie propagowaniu nauk Czystej Krainy.
Po powrocie do Chin, przeciwnie do Yijinga, nie poświęcił się tłumaczeniu przywiezionych sutr, ale oddał się propagowaniu praktyk Szkoły Czystej Krainy. Wśród mas szerzył praktykę nianfo – recytowania imienia Buddy. To było przyczyną otrzymania pośmiertnego tytułu od cesarza Xuanzonga – "Cimin" (Współczujący i Dobroczynny).
Zmarł w wieku 69 lat w 748 r.

## Nauki
Nauki Cimina można scharakteryzować trzema zasadniczymi punktami:
1. Dopełnienie chanu (medytacji) i jiao (studiowania sutr)
2. Harmonijna praktyka nianfo i medytacji chan
3. Praktykowanie nianfo z moralnością[2]

Był więc Cimin prekursorem synkretyzmu na gruncie buddyjskim. Wszystkie Dharmy buddyjskie są równe, stosują się do Takości i prowadzą do doskonałego oświecenia.
Jednak krytykował niektórych wyznawców chanu za odrzucenie wszelkich innych buddyjskich nauk i praktyk oraz uważanie, że wszystkie dharmy są puste. A skoro wszystkie dharmy są puste, pozbawione substancji, kto zatem rodzi się i umiera. Skoro wszystkie dharmy nie są substancjalne, nie ma żadnej cnoty do uprawiania, ani żadnego zła do usunięcia. Liczy się tylko medytacja chan, jako "dharma nieuwarunkowana".
Cimin nie wymienił po nazwisku atakowanych mistrzów, ale mogło to dotyczyć zwłaszcza takich mistrzów chan jak Songshan Puji (651–739) i Laoshan Yifu (658–736) – obaj ze Szkoły północnej chanu, Nanyue Huairang (677–744), Mazu Daoyi (707–788), (Qingyuan Xingsi) (660–740) i Heze Shenhui (670–762) – wszyscy z Południowej szkoły chanu. Najbardziej jednak ekstremalnym mistrzem, który odrzucił wszelkie formy religijnych praktyk buddyjskich, był założyciel lokalnej szkoły baotang w Syczuanie – Baotang Wuzhu (714–774).
Jednak Cimin nie występował przeciwko szkole chan per se, o czym świadczy to, że łączył praktyki Czystej Krainy z praktyką szkoły chan.

## Dzieła
- Jingtu cipei ji (Zebrane eseje o współczuciu w Czystej Krainie)

Pierwszy rozdział tego dzieła został odkryty w klasztorze koreańskim. Brak kilku kartek.
- Xifan zan (Hymn o Czystej Krainie)

Tekst ten został odkryty w kolekcji z Dunhuangu przechowywanej przez francuskiego badacza.
- Bazhuo sanmei zan (Hymn o "Pratyutpanna samādhi")

Ten tekst przetrwał w formie cytatów w dziele Fazhao Jingtuwuhui nianfo fashi zan.

## Linia przekazu
- Cimin Huiri (680-748)

- Chengyuan (712-804)

- Fazhao (zm. 820?)